# Cena Hanse Christiana Andersena

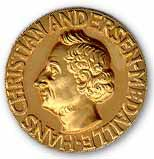
Medaile Hanse Christiana Andersena

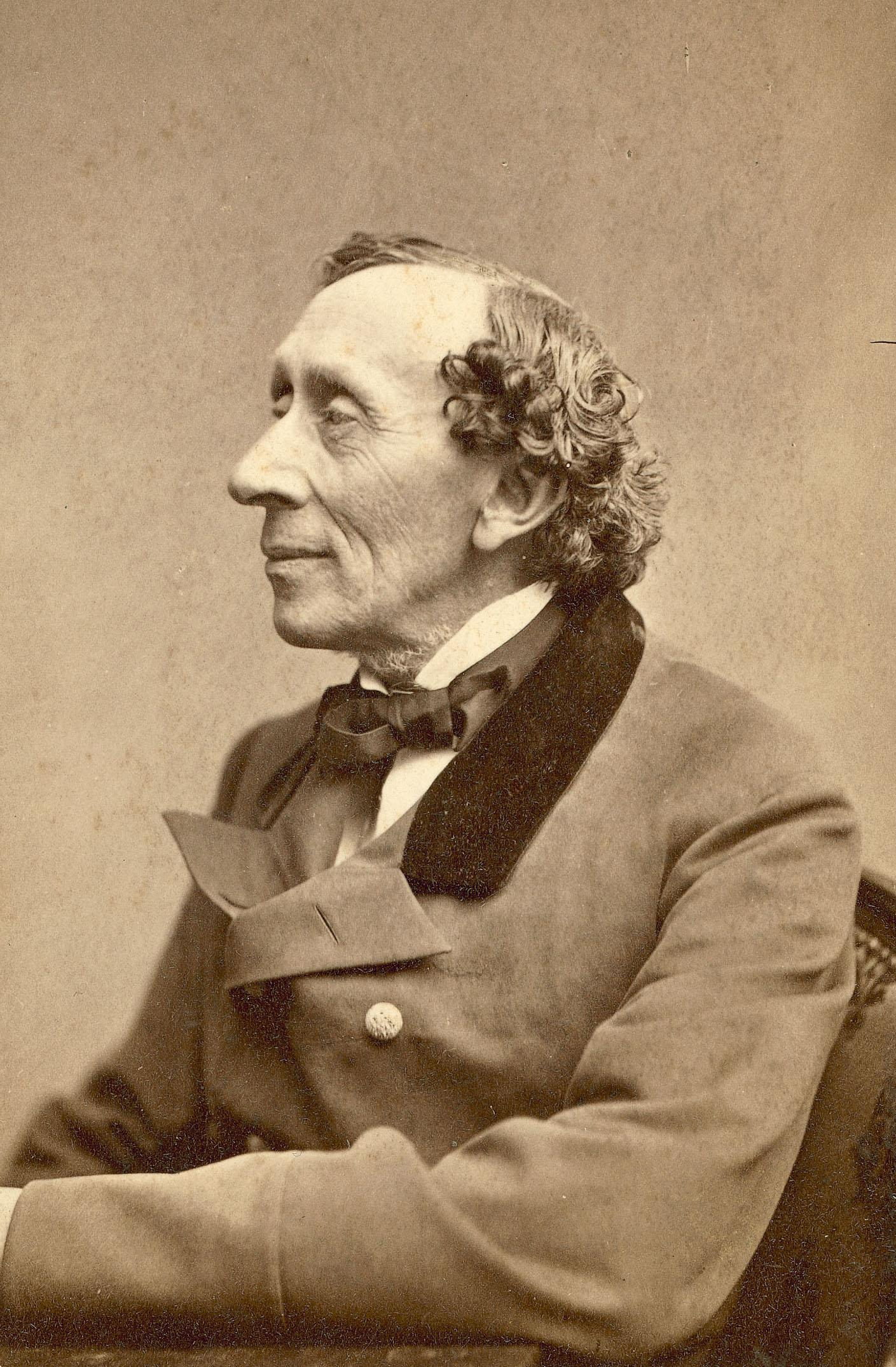
Hans Christian Andersen

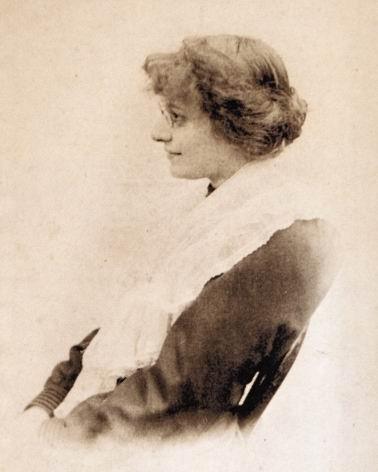
Eleanor Farjeonová.

Cena Hanse Christiana Andersena je považována za nejprestižnější mezinárodní ocenění pro autory působící v oblasti literatury pro děti. Uděluje ji International Board on Books for Young People (IBBY). Má dvě kategorie: spisovatelé a ilustrátoři. Cena je pojmenována po slavném dánském autorovi a pohádkáři Hansi Christianu Andersenovi a zlatou medaili předává vyznamenaným dánská královna. Cena je vyhlašována každý sudý rok.
K této ceně je ještě jako přídavek publikován seznam nových vysoce ceněných knih pro děti.

## Seznam oceněných spisovatelů
Cena v této kategorii je udělována od roku 1956.
- 1956 – Eleanor Farjeonová (Velká Británie)
- 1958 – Astrid Lindgrenová (Švédsko)
- 1960 – Erich Kästner (Německo)
- 1962 – Meindert DeJong (USA)
- 1964 – René Guillot (Francie)
- 1966 – Tove Janssonová (Finsko)
- 1968 – James Krüss (Německo) a José Maria Sanchezová-Silvaová (Španělsko)
- 1970 – Gianni Rodari (Itálie)
- 1972 – Scott O'Dell (USA)
- 1974 – Maria Gripeová (Švédsko)
- 1976 – Cecil Bødker (Dánsko)
- 1978 – Paula Foxová (USA)
- 1980 – Bohumil Říha (Československo)
- 1982 – Lygia Bojunga Nunesová (Brazílie)
- 1984 – Christine Nöstlingerová (Rakousko)
- 1986 – Patricia Wrightsonová (Austrálie)
- 1988 – Annie M. G. Schmidtová (Nizozemsko)
- 1990 – Tormod Haugen (Norsko)
- 1992 – Virginia Hamiltonová (USA)
- 1994 – Michio Mado (Japonsko)
- 1996 – Uri Orlev (Izrael)
- 1998 – Katherine Patersonová (USA)
- 2000 – Ana Maria Machadová (Brazílie)
- 2002 – Aidan Chambers (Velká Británie)
- 2004 – Martin Waddell (Irsko)
- 2006 – Margaret Mahyová (Nový Zéland)
- 2008 – Jürg Schubiger (Švýcarsko)
- 2010 – David Almond (Velká Británie)
- 2012 – Maria Teresa Andruetto (Argentina)
- 2014 – Nahoko Uehashi (Japonsko)
- 2016 – Cao Wenxuan (Čína)
- 2018 – Eiko Kadono (Japonsko)
- 2020 – Jacqueline Woodsonová (USA)
- 2022 – Marie-Aude Murailová (Francie)

## Seznam oceněných ilustrátorů
V této kategorii je cena udělována od roku 1966.
- 1966 – Alois Carigiet (Švýcarsko)
- 1968 – Jiří Trnka (Československo)
- 1970 – Maurice Sendak (USA)
- 1972 – Ib Spang Olsen (Dánsko)
- 1974 – Farshid Mesghali (Írán)
- 1976 – Tatjana Mawrina (SSSR)
- 1978 – Svend Otto S. (Dánsko)
- 1980 – Suekichi Akaba (Japonsko)
- 1982 – Zbigniew Rychlicki (Polsko)
- 1984 – Mitsumasa Anno (Japonsko)
- 1986 – Robert Ingpen (Austrálie)
- 1988 – Dušan Kállay (Československo)
- 1990 – Lisbeth Zwergerová (Rakousko)
- 1992 – Květa Pacovská (Československo)
- 1994 – Jörg Müller (Švýcarsko)
- 1996 – Klaus Ensikat (Německo)
- 1998 – Tomi Ungerer (Francie)
- 2000 – Anthony Browne (Velká Británie)
- 2002 – Quentin Blake (Velká Británie)
- 2004 – Max Velthuijs (Nizozemsko)
- 2006 – Wolf Erlbruch (Německo)
- 2008 – Roberto Innocenti (Itálie)
- 2012 – Petr Sís (Česko)
- 2014 – Roger Mello (Braziíie)
- 2016 – Rotraut Susanne Bernerová (Německo)[1]
- 2018 – Igor Olyenikov (Rusko)
- 2020 – Albertine Zullová (Švýcarsko)
- 2022 – Suzy Leeová (Jižní Korea)